# Петър Джундев
Петър Джундев (на македонска литературна норма: Петар Џундев) е политик от Социалистическа република Македония.

## Биография
Роден е на 13 юли 1927 година в Гевгели. Учи основно образование между 1934 и 1938 година. През 1939 започва да учи средно, но след първи клас започва да работи в дюкяна на баща си и продължава във вечерно училище. След навлизането на българските войски в Югославия продължава да учи до 4 клас. През септември 1944 влиза в НОВМ и заедно с други доброволци от село Серменин заминава за Тиквешията с първи батальон, втора чета на девета македонска ударна бригада. През ноември 1944 става член на комунистическата партия. Впоследствие е младежки ръководител и секретар на СКМЮ на първи батальон на десета македонска ударна бригада. На 5 януари 1945 бригадата му е разформирана и преименувана на трета бригада от Осма македонска дивизия на КНОЮ. След войната продължава да учи в гимназията в Гевгели. Впоследствие учи в Икономическия техникум „Борис Кидрич“ в Скопие. През декември 1948 година влиза в УДБА и е заместник пълномощник за първи район в Скопие. На 22 август 1952 се жени за Люпка Арсова, от която има две деца Игор и Горан. От 1952 до 1954 учи в Белград във Висшата школа на държавна сигурност. След като напуска УДБА през 1962 започва работа в Главния комитет на Социалистическия съюз на работническия народ на Македония. Между 1969 и 1972 е директор на Центъра за социална работа в Скопие. От 1972 до 1978 е заместник-републикански секретар на Републиканския секретариат за здраве и социална политика. През 1978 година е назначен за републикански секретар (министър) за здраве и социална политика и член на Изпълнителния съвет на Социалистическа република Македония. Между 1982 и 1986 е народен представител в събранието на Македония.
През 2002 година става член на Градския комитет на Съюза на борците за град Скопие.